# Chrzest eunucha (obraz Rembrandta)
Chrzest eunucha (hol. Doop van de kamerling) – obraz olejny na desce holenderskiego malarza Rembrandta z 1626 roku, przedstawiający nowotestamentalną scenę opisaną w Dziejach Apostolskich.
Dzieło powstało w 1626 roku i jest sygnowane monogramem: RHL 1626 (Rembrandt Harmenszoon Leidensis). Artysta przedstawił siedem postaci i zwierzęta, by zobrazować zaledwie wspomnianą w tekście biblijnym scenę chrztu dworzanina etiopskiego, który przybył do Jerozolimy i spotkany został przez diakona Filipa, gdy, podróżując, oddawał się lekturze Księgi Izajasza. Wydarzenie miało miejsce na południu Palestyny. Malarz przedstawił scenę samego chrztu: Filip polewa głowę Etiopa wodą.
W kompozycji widać wpływy mistrza Rembrandta Pietera Lastmana, największe podobieństwo do wersji jego Chrztu eunucha z 1623 roku. Obraz Rembrandta o wymiarach 64 × 47,5 cm Museum Catharijneconvent w Utrechcie zakupiło w 1976 roku przy wsparciu Stowarzyszenia Rembrandta – Vereniging Rembrandt. Muzealny numer inwentarzowy: ABM s380.